# Harold Rivera Roa
Harold Rivera Roa (Ibagué, Colombia; 6 de julio de 1970) es un exfutbolista y entrenador colombiano. Actualmente dirige al Deportes Quindío de la Categoría Primera B de Colombia.
Su hijo, Harold Rivera, es futbolista profesional y actualmente juega en Junior de Barranquilla.

## Trayectoria

### Como jugador
Debutó como jugador en el equipo de su tierra el Deportes Tolima donde estuvo varias temporadas y después pasaría por el Atlético Huila, Unicosta, Atlético Junior, Atlético Bucaramanga donde juega por dos temporadas 1999-2000. Posteriormente jugó en Millonarios (2001), Cortuluá (2002 y 2003) y Deportes Tolima (2004 y 2005).
En su carrera como futbolista disputó 289 partidos y marcó 31 goles.

### Como entrenador
A su retiro como jugador, fue a estudiar a Argentina, donde se graduó como técnico en la AFA y el entonces senador Gabriel Camargo, dueño del Deportes Tolima, lo contrató como DT para las categorías menores del "Vinotinto y Oro": su buen trabajo allí le valió que la Federación de Fútbol del Tolima lo contratara para iniciar un proceso con los jugadores de la región, lo que daría sus frutos siendo campeón nacional en el año 2006.
Tras ser campeón con la Selección de fútbol del Tolima la Selección de fútbol sub-15 de Colombia lo contrata en el año 2008 donde estuvo hasta 2011, por unos meses fue Asistente Técnico de Ricardo Rozo en la Selección femenina de fútbol de Colombia durante el mundial, después de ello regresó a ser DT de la Selección de fútbol sub-17 de Colombia durante 2 años.  En su paso por estas selecciones colombianas dirigió a jugadores como Joao Rodríguez, Davinson Sánchez, Mateo Cardona, Jhon Fredy Miranda, Alfredo Morelos, Kevin Balanta, Brayan Rovira, Gustavo Torres, entre otros jugadores que llegaron al fútbol profesional.
A mediados del 2013 es llamado por Julio Comesaña para que integre su cuerpo técnico junto a Diego Andrés Corredor en el Patriotas Boyacá.
Para la tercera fecha del Torneo Apertura 2014, asume en propiedad la dirección técnica de Patriotas Boyacá, donde dirigió un total de 140 partidos entre 2014 y 2016. Cabe destacar que en 2016 estuvo ausente en 12 encuentros por motivos personales, los cuales fueron dirigidos por Diego Andrés Corredor y no se cuentan en su estadística. Bajo su liderazgo, el equipo 'prócer' tuvo destacadas actuaciones que le permitieron clasificar a la Copa Sudamericana 2017, aunque no llegó a dirigir dicha competencia, ya que fue contratado por Atlético Bucaramanga para ese año. Sin embargo, no obtuvo los resultados esperados y fue cesado a mitad del torneo.
Posteriormente, asumió la dirección técnica del Unión Magdalena, equipo con el que logró un histórico ascenso en 2018, rompiendo una racha de 13 años en la segunda división. En agosto de 2019, fue anunciado como nuevo entrenador de Independiente Santa Fe, club en el que permaneció hasta diciembre de ese mismo año. El 12 de diciembre de 2022 se confirmó su regreso a Santa Fe para la temporada 2023. No obstante, el 12 de mayo de ese año fue despedido tras una derrota 0-2 como local frente a Atlético Nacional por la fecha 13 del campeonato.
El 29 de abril de 2025 se anunció su nombramiento como director técnico del primer equipo del Deportes Quindío, con el objetivo de lograr el ascenso.

## Clubes

### Como Jugador
| Club                 | País     | Año         |
| -------------------- | -------- | ----------- |
| Deportes Tolima      | Colombia | 1990 - 1995 |
| Atlético Huila       | Colombia | 1996        |
| Unión Magdalena      | Colombia | 1997        |
| Junior               | Colombia | 1998        |
| Atlético Bucaramanga | Colombia | 1999 - 2000 |
| Millonarios          | Colombia | 2001        |
| Cortuluá             | Colombia | 2002 - 2004 |
| Deportes Tolima      | Colombia | 2005        |

### Como Asistente
| Club                        | País     | Año  | Asistente de   |
| --------------------------- | -------- | ---- | -------------- |
| Selección Colombia Sub-17   | Colombia | 2011 | Ramiro Viáfara |
| Selección Colombia Femenina | Colombia | 2011 | Ricardo Rozo   |
| Patriotas Boyacá            | Colombia | 2013 | Julio Comesaña |

### Como Entrenador
| Club                                   | País     | Año         |
| -------------------------------------- | -------- | ----------- |
| Divisiones menores del Deportes Tolima | Colombia | 2006 - 2007 |
| Selección Colombia Sub-15              | Colombia | 2008 - 2011 |
| Selección Colombia Sub-17              | Colombia | 2012 - 2013 |
| Patriotas Boyacá                       | Colombia | 2014 - 2016 |
| Atlético Bucaramanga                   | Colombia | 2017        |
| Unión Magdalena                        | Colombia | 2017 - 2019 |
| Santa Fe                               | Colombia | 2019 - 2023 |
| Unión Magdalena                        | Colombia | 2023        |
| Patriotas Boyacá                       | Colombia | 2023 - 2024 |
| Deportes Quindío                       | Colombia | 2025 -      |

## Estadísticas como entrenador

### En clubes
| Patriotas Boyacá · Colombia       | 1.ª          | 2014         | 34  | 12  | 8  | 14  | 16 | 6  | 8  | 2  | -  | - | - | - | 50  | 18  | 16  | 16  | 46.67% | 57  | 66  | -9  |
| Patriotas Boyacá · Colombia       | 1.ª          | 2015         | 40  | 16  | 10 | 14  | 8  | 3  | 1  | 4  | -  | - | - | - | 48  | 19  | 11  | 18  | 47.22% | 48  | 45  | +3  |
| Patriotas Boyacá · Colombia       | 1.ª          | 2016         | 34  | 13  | 8  | 13  | 8  | 4  | 3  | 1  | -  | - | - | - | 42  | 17  | 11  | 14  | 49.21% | 45  | 41  | +4  |
| Atlético Bucaramanga · Colombia   | 1.ª          | 2017         | 8   | 2   | 3  | 3   | -  | -  | -  | -  | -  | - | - | - | 8   | 2   | 3   | 3   | 37.5%  | 5   | 9   | -4  |
| Atlético Bucaramanga · Colombia   | Total        | Total        | 8   | 2   | 3  | 3   | -  | -  | -  | -  | -  | - | - | - | 8   | 2   | 3   | 3   | 37.5%  | 5   | 9   | -4  |
| Unión Magdalena · Colombia        | 2.ª          | 2017         | 9   | 4   | 2  | 3   | -  | -  | -  | -  | -  | - | - | - | 9   | 4   | 2   | 3   | 51.85% | 16  | 12  | +4  |
| Unión Magdalena · Colombia        | 2.ª          | 2018         | 38  | 22  | 10 | 6   | 6  | 3  | 0  | 3  | -  | - | - | - | 44  | 25  | 10  | 9   | 64.4%  | 75  | 35  | +40 |
| Unión Magdalena · Colombia        | 1.ª          | 2019         | 26  | 8   | 7  | 11  | 6  | 2  | 3  | 1  | -  | - | - | - | 32  | 10  | 10  | 12  | 41.67% | 35  | 46  | -11 |
| Independiente Santa Fe · Colombia | 1.ª          | 2019         | 22  | 11  | 6  | 5   | 1  | 1  | 0  | 0  | -  | - | - | - | 23  | 12  | 6   | 5   | 60.87% | 29  | 12  | +17 |
| Independiente Santa Fe · Colombia | 1.ª          | 2020         | 26  | 14  | 8  | 4   | 3  | 1  | 1  | 1  | -  | - | - | - | 29  | 15  | 9   | 5   | 62.06% | 45  | 26  | +19 |
| Independiente Santa Fe · Colombia | 1.ª          | 2021         | 26  | 10  | 8  | 8   | -  | -  | -  | -  | 6  | 0 | 3 | 3 | 32  | 10  | 11  | 11  | 42.71% | 36  | 34  | +2  |
| Independiente Santa Fe · Colombia | 1.ª          | 2023         | 18  | 6   | 5  | 7   | -  | -  | -  | -  | 4  | 2 | 1 | 1 | 22  | 8   | 6   | 8   | 45.45% | 27  | 26  | +1  |
| Independiente Santa Fe · Colombia | Total        | Total        | 92  | 41  | 27 | 24  | 4  | 2  | 1  | 1  | 10 | 2 | 4 | 4 | 106 | 45  | 32  | 29  | 52.51% | 137 | 98  | +39 |
| Unión Magdalena · Colombia        | 1.ª          | 2023         | 20  | 5   | 7  | 8   | -  | -  | -  | -  | -  | - | - | - | 20  | 5   | 7   | 8   | 36.67% | 21  | 32  | -11 |
| Unión Magdalena · Colombia        | Total        | Total        | 93  | 39  | 26 | 28  | 12 | 5  | 3  | 4  | -  | - | - | - | 105 | 44  | 29  | 32  | 51.11% | 147 | 125 | +22 |
| Patriotas Boyacá · Colombia       | 1.ª          | 2024         | 28  | 5   | 6  | 17  | 2  | 0  | 0  | 2  | -  | - | - | - | 30  | 5   | 6   | 19  | 23.34% | 16  | 45  | -29 |
| Patriotas Boyacá · Colombia       | Total        | Total        | 136 | 46  | 32 | 58  | 34 | 13 | 12 | 9  | -  | - | - | - | 170 | 59  | 44  | 67  | 43.34% | 166 | 197 | -31 |
| Total clubes                      | Total clubes | Total clubes | 329 | 128 | 88 | 113 | 50 | 20 | 16 | 14 | 10 | 2 | 4 | 4 | 389 | 150 | 108 | 131 | 47.81% | 455 | 429 | +26 |
| 1. 2.                             |              |              |     |     |    |     |    |    |    |    |    |   |   |   |     |     |     |     |        |     |     |     |

#### Resumen estadístico
| Competición         | Partidos | Ganados | Empatados | Perdidos | Rendimiento |
| ------------------- | -------- | ------- | --------- | -------- | ----------- |
| Categoría Primera B | 47       | 26      | 12        | 9        | 63.83%      |
| Categoría Primera A | 282      | 102     | 76        | 104      | 45.15%      |
| Copa Colombia       | 50       | 20      | 16        | 14       | 50.67%      |
| Copa Libertadores   | 6        | 0       | 3         | 3        | 16.67%      |
| Copa Sudamericana   | 4        | 2       | 1         | 1        | 58.33%      |
| TOTAL               | 389      | 150     | 108       | 131      | 47.81%      |

### En selecciones
| Equipo               | Desde                   | Hasta                   | Partidos | Partidos | Partidos | Partidos | Partidos    | Partidos | Partidos | Partidos |
| Equipo               | Desde                   | Hasta                   | PJ       | PG       | PE       | PP       | Rendimiento | GF       | GC       | DG       |
| -------------------- | ----------------------- | ----------------------- | -------- | -------- | -------- | -------- | ----------- | -------- | -------- | -------- |
| Colombia Sub-15      | 2008                    | 13 de diciembre de 2011 | 18       | 11       | 5        | 2        | 70.37%      | 33       | 11       | +22      |
| Colombia Sub-17      | 13 de diciembre de 2011 | 19 de abril de 2013     | 4        | 0        | 3        | 1        | 25%         | 3        | 4        | -1       |
| Total en Selecciones | Total en Selecciones    | Total en Selecciones    | 22       | 11       | 8        | 3        | 62.12%      | 36       | 15       | 21       |

## Palmarés

### Como jugador

#### Campeonatos nacionales
| Título    | Club            | País     | Año  |
| --------- | --------------- | -------- | ---- |
| Primera B | Deportes Tolima | Colombia | 1994 |

#### Campeonatos internacionales
| Título          | Club        | País     | Año  |
| --------------- | ----------- | -------- | ---- |
| Copa Merconorte | Millonarios | Colombia | 2001 |